# Festival international du film de femmes de Salé 2018
Le Festival international du film de femmes de Salé 2018, 12e édition du festival, s'est déroulé du 24 au 29 septembre 2018.

## Déroulement et faits marquants
Le 29 septembre 2018, le palmarès est dévoilé : le film roumain Lune de miel (Luna de miere) de Ioana Uricaru remporte le Grand Prix, le film espagnol Carmen et Lola (Carmen y Lola) de Arantxa Echevarría remporte le prix du jury. Le prix du scénario est remis au film chinois Les anges portent du blanc de Vivian Qu,.

## Jury
- Marilú Mallet (présidente du jury), réalisatrice, scénariste et écrivaine
- Yousra El Lozy, actrice
- Véronique Tshanda Beya, actrice
- Myriam Aziza, réalisatrice
- Asmae El Khamlichi, actrice
- Lee Show-chun, réalisatrice
- Roberta Marques, réalisatrice

## Sélection

### En compétition officielle
- À deux heures de Paris de Virginie Verrier  France
- Stateless de Narjiss Nejjar  Maroc
- Carmen et Lola (Carmen y Lola) de Arantxa Echevarría  Espagne
- Jusqu'à la fin des temps de Yasmine Chouikh  Algérie
- La Mauvaise Réputatation (Hva vil folk si) de Iram Haq  Allemagne  Norvège  Suède
- Lune de miel (Luna de miere) de Ioana Uricaru  Roumanie
- Sekala Niskala de Kamila Andini  Indonésie
- Seule à mon mariage de Marta Bergman  Belgique
- Les anges portent du blanc de Vivian Qu  Chine
- Charlotte a du fun de Sophie Lorain  Canada
- Maki'la de Machérie Ekwa Bahango  République démocratique du Congo
- Los Silencios de Beatriz Seigner  Brésil

## Palmarès

### En compétition officielle
- Grand prix : Lune de miel de Ioana Uricaru.
- Prix du jury : Carmen et Lola de Arantxa Echevarría.
- Prix du scénario : Les anges portent du blanc de Vivian Qu.
- Meilleure interprétation féminine : Alina Șerban pour son rôle dans Seule à mon mariage.
- Meilleure interprétation masculine : Djilali Boudjemâa pour son rôle dans Jusqu'à la fin des temps.
- Mention Coup de cœur : Maki'la de Machérie Ekwa Bahango.